# Epilithon
Epilithon Heydrich, 1897  é o nome botânico  de um gênero de algas vermelhas pluricelulares da família Hapalidiaceae, subfamília Melobesioideae.

## Sinonímia
Atualmente é considerado como sinônimo de:
- Melobesia J.V. Lamouroux, 1812

## Espécies
- Epilithon corticiforme  (Kützing) Heydrich, 1908

= Melobesia membranacea (Esper) J.V. Lamouroux, 1812
- Epilithon galapaganse (Foslie) Foslie

= Melobesia galapagensis (Foslie) W.R. Taylor, 1945
- Epilithon inaequilateralum (Solms-Laubach) Schiffner, 1916

= Melobesia inaequilaterata  Solms-Laubach, 1881
- Epilithon marginatum (Satch. & Foslie)
- Epilithon mediocre (Foslie)Foslie
- Epilithon membranaceum (Esper) Heydrich, 1897

= Melobesia membranacea (Esper) J.V. Lamouroux, 1812
- Epilithon nitidum (Johnson) J.P. Beckmann & R. Beckmann
- Epilithon pustulatum (J.V. Lamouroux) M. Lemoine, 1921

= Lithophyllum pustulatum  (J.V. Lamouroux) Foslie, 1904
- Epilithon rosanoffii (Foslie) Foslie, 1909

= Melobesia rosanoffii (Foslie) Lemoine, 1912
- Epilithon saipanense (Johnson) J.P. Beckmann & R. Beckmann, 1966

= Dermatolithon saipanense  Johnson, 1957
- Epilithon vallentinae Lemoine, 1915
- Epilithon vanheurckii (Heydrich) Heydrich, 1905

= Boreolithon van-heurckii (Heydrich in Chalon) A.S. Harvey & Woelkerling, 1995